# Rudolph Rubow

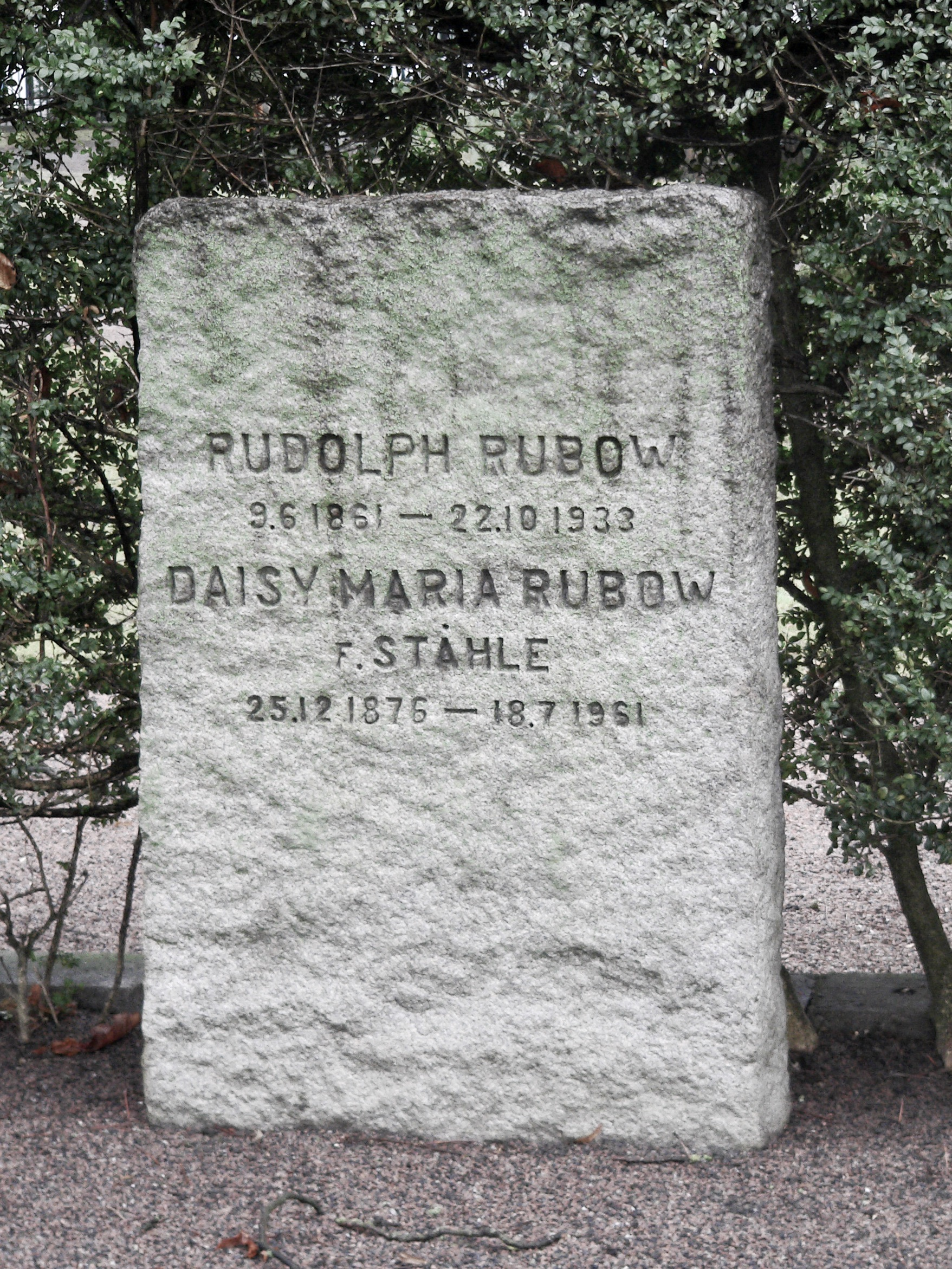
Rudolph och Daisy Marias gravsten på Gamla Kyrkogården i Malmö.

Rudolph Frederik Poul Rubow, född 9 juni 1861 i Köpenhamn, död 22 oktober 1933 i Malmö, var en dansk-svensk ingenjör och industriman. Han var bror till Viktor och Axel Rubow, farbror till Paul och Jørn Rubow.
Rubow blev student vid Metropolitanskolen i Köpenhamn 1879 och avlade maskiningenjörsexamen vid Polytechnikum i Zürich 1883. Han var verkställande direktör vid AB Malmö stora valskvarn 1891–1925 och även vid AB Kisso (producent av kalvfodermedel) från 1918. Han var jourhavande direktör vid AB Lantmännens banks kontor i Malmö från 1917. Han var delägare i Maskinfabriken Marstrand & Rubow 1886–1890 och styrelseledamot i åtskilliga andra aktiebolag.
Han var gift med Daisy Maria, född Ståhle (1876–1961). De är begravda på Gamla kyrkogården i Malmö.